# 이희찬 (언론인)
이희찬( 1950년 ~  ) 대한민국의 언론인이다.  

## 학력
- 전주고등학교
- 서울대학교 사범대학 공업교육과 학사

## 경력
- 보도국 경제부 차장(1995년)
- 미국 LA지국 특파원(2000년)
- 보도국 국제부장(2002년)
- 제주방송총국 2004 ~ 2006